# Adenomera
Az Adenomera  a kétéltűek (Amphibia) osztályába, a békák (Anura) rendjébe és a füttyentőbéka-félék  (Leptodactylidae) családjába, azon belül a Leptodactylinae alcsaládba tartozó nem. A nem 2014-ig a Leptodactylus szinonímája volt.

## Elterjedésük
A nembe tartozó fajok Dél-Amerikában, az Andoktól keletre fekvő területeken honosak.

## Rendszerezés
A nembe az alábbi fajok tartoznak:
- Adenomera ajurauna (Berneck, Costa, & Garcia, 2008)
- Adenomera andreae (Müller, 1923)
- Adenomera araucaria Kwet & Angulo, 2002
- Adenomera bokermanni (Heyer, 1973)
- Adenomera chicomendesi Carvalho, Angulo, Kokubum, Barrera, Souza, Haddad, & Giaretta, 2019
- Adenomera coca (Angulo & Reichle, 2008)
- Adenomera cotuba Carvalho & Giaretta, 2013
- Adenomera diptyx (Boettger, 1885)
- Adenomera engelsi Kwet, Steiner, & Zillikens, 2009
- Adenomera guarayo Carvalho, Angulo, Barrera, Aguilar-Puntriano, & Haddad, 2020
- Adenomera heyeri Boistel, Massary, & Angulo, 2006
- Adenomera hylaedactyla (Cope, 1868)
- Adenomera juikitam Carvalho & Giaretta, 2013
- Adenomera kweti Carvalho, Cassini, Taucce, & Haddad, 2019
- Adenomera lutzi Heyer, 1975
- Adenomera marmorata Steindachner, 1867
- Adenomera martinezi (Bokermann, 1956)
- Adenomera nana (Müller, 1922)
- Adenomera phonotriccus Carvalho, Giaretta, Angulo, Haddad, & Peloso, 2019
- Adenomera saci Carvalho & Giaretta, 2013
- Adenomera simonstuarti (Angulo & Icochea, 2010)
- Adenomera thomei (Almeida & Angulo, 2006)